# Lindsaea lucida
Lindsaea lucida är en ormbunkeart. Lindsaea lucida ingår i släktet Lindsaea och familjen Lindsaeaceae.

## Underarter
Arten delas in i följande underarter:
- L. l. brevipes
- L. l. lucida